# Бурковская (деревня)
 Бурковская  — деревня в Лузском муниципальном округе Кировской области.

## География
Расположена на расстоянии примерно 49 км на восток-юго-восток по прямой от города Луза на левобережье реки Луза.

## История
Известна с 1727 году как деревня с 1 двором. В 1859 году здесь (Бурковская или Месины), в которой было дворов 6 и жителей 51, в 1926 28 и 116, в 1950 25 и 81, в 1989 16 жителей. В советское время работал колхоз «Филинец». С 2006 по 2012 года была в составе Грибошинского сельского поселения, с 2012 по 2020 год находилась в составе Папуловского сельского поселения.

## Население
Постоянное население составляло 15 человек (русские 100%) в 2002 году, 6 в 2010.